# Tomáš Zíb
Tomáš Zíb (* 31. Januar 1976 in Písek, Tschechoslowakei) ist ein ehemaliger tschechischer Tennisspieler.

## Karriere
Zíb feierte zunächst auf der Challenger Tour Erfolge. Im Einzel gewann er in seiner Karriere sieben Titel sowie vier weitere im Doppel. Auf der ATP World Tour feierte er 2006 in Valencia seinen größten Erfolg, als er mit David Škoch im rein tschechischen Finale Lukáš Dlouhý und Pavel Vízner besiegen konnte. Er stand außerdem ein weiteres Mal in Acapulco im Finale. Bei Grand-Slam-Turnieren kam er weder im Einzel noch im Doppel über die zweite Runde hinaus.
In den Jahren 2005 und 2006 wurde Zíb dreimal für die tschechische Davis-Cup-Mannschaft nominiert. Er verlor im Erstrundenspiel 2005 gegen Argentinien sowohl sein Einzel als auch sein Doppel. Im anschließenden Relegationsspiel gegen Deutschland unterlag er gegen Nicolas Kiefer und Tommy Haas im Einzel. Erst 2006 gegen Marokko gelang ihm sein erster Sieg im Davis Cup: Er gewann beide Einzel. 2009 spielte er letztmals regelmäßig Tennisturniere.

## Erfolge
| Legende (Anzahl der Siege)  |
| Grand Slam                  |
| ATP World Tour Finals       |
| ATP World Tour Masters 1000 |
| ATP World Tour 500          |
| ATP World Tour 250 (1)      |
| ATP Challenger Tour (11)    |

| Titel nach Belag |
| Hartplatz (0)    |
| Sand (1)         |
| Rasen (0)        |

### Einzel

#### Turniersiege
| Nr. | Datum          | Turnier     | Belag     | Finalgegner          | Ergebnis        |
| --- | -------------- | ----------- | --------- | -------------------- | --------------- |
| 1.  | 26. Juli 1998  | Tampere     | Sand      | Tommi Lenho          | 4:6, 6:2, 7:6   |
| 2.  | 2. August 1998 | Istanbul II | Hartplatz | Petr Luxa            | 4:6, 6:2, 6:1   |
| 3.  | 18. Juli 1999  | Graz        | Sand      | Juan Carlos Ferrero  | 7:67, 6:1       |
| 4.  | 7. Juli 2002   | Eisenach    | Sand      | Olivier Mutis        | 7:65, 6:2       |
| 5.  | 28. Juli 2002  | Hilversum   | Sand      | Florent Serra        | 7:63, 6:1       |
| 6.  | 8. August 2004 | Posen       | Sand      | Juan Pablo Brzezicki | 6:74, 7:63, 6:3 |
| 7.  | 17. April 2005 | Bermuda     | Sand      | Kristof Vliegen      | 6:78, 7:66, 6:1 |

### Doppel

#### Turniersiege

##### ATP World Tour
| Nr. | Datum          | Turnier  | Belag | Partner     | Finalgegner               | Ergebnis |
| --- | -------------- | -------- | ----- | ----------- | ------------------------- | -------- |
| 1.  | 10. April 2006 | Valencia | Sand  | David Škoch | Lukáš Dlouhý Pavel Vízner | 6:4, 6:3 |

##### ATP Challenger Tour
| Nr. | Datum             | Turnier    | Belag     | Partner            | Finalgegner                            | Ergebnis           |
| --- | ----------------- | ---------- | --------- | ------------------ | -------------------------------------- | ------------------ |
| 1.  | 9. August 2003    | Segovia    | Sand      | Radek Štěpánek     | José Antonio Conde Rubén Fernández Gil | 6:3, 7:6           |
| 2.  | 11. Mai 2008      | Ostrava    | Sand      | Serhij Stachowskyj | Jan Hernych Igor Zelenay               | 7:66, 3:6, [14:12] |
| 3.  | 17. August 2008   | Bronx      | Hartplatz | Lukáš Dlouhý       | Andreas Beck Martin Fischer            | 3:6, 6:4, [11:9]   |
| 4.  | 6. September 2008 | Düsseldorf | Sand      | Jan Hájek          | Lukáš Rosol Igor Zelenay               | 1:6, 6:2, [10:7]   |

#### Finalteilnahmen
| Nr. | Datum            | Turnier  | Belag | Partner    | Finalgegner                   | Ergebnis      |
| --- | ---------------- | -------- | ----- | ---------- | ----------------------------- | ------------- |
| 1.  | 27. Februar 2005 | Acapulco | Sand  | Jiří Vaněk | David Ferrer Santiago Ventura | 6:4, 1:6, 4:6 |